# Pachypodium baronii
Pachypodium baronii là một loài thực vật có hoa trong họ La bố ma. Loài này được Costantin & Bois mô tả khoa học đầu tiên năm 1907.

## Hình ảnh

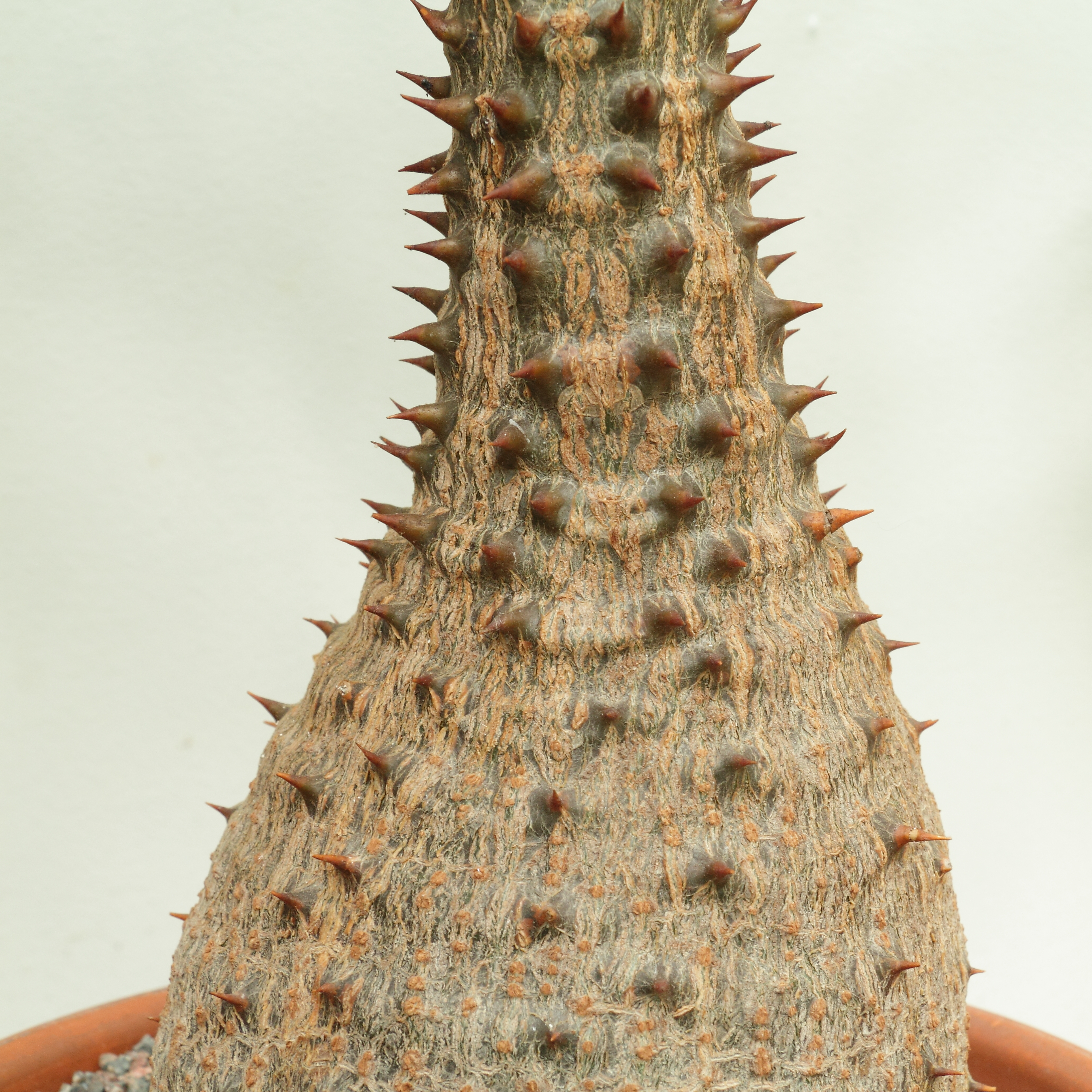
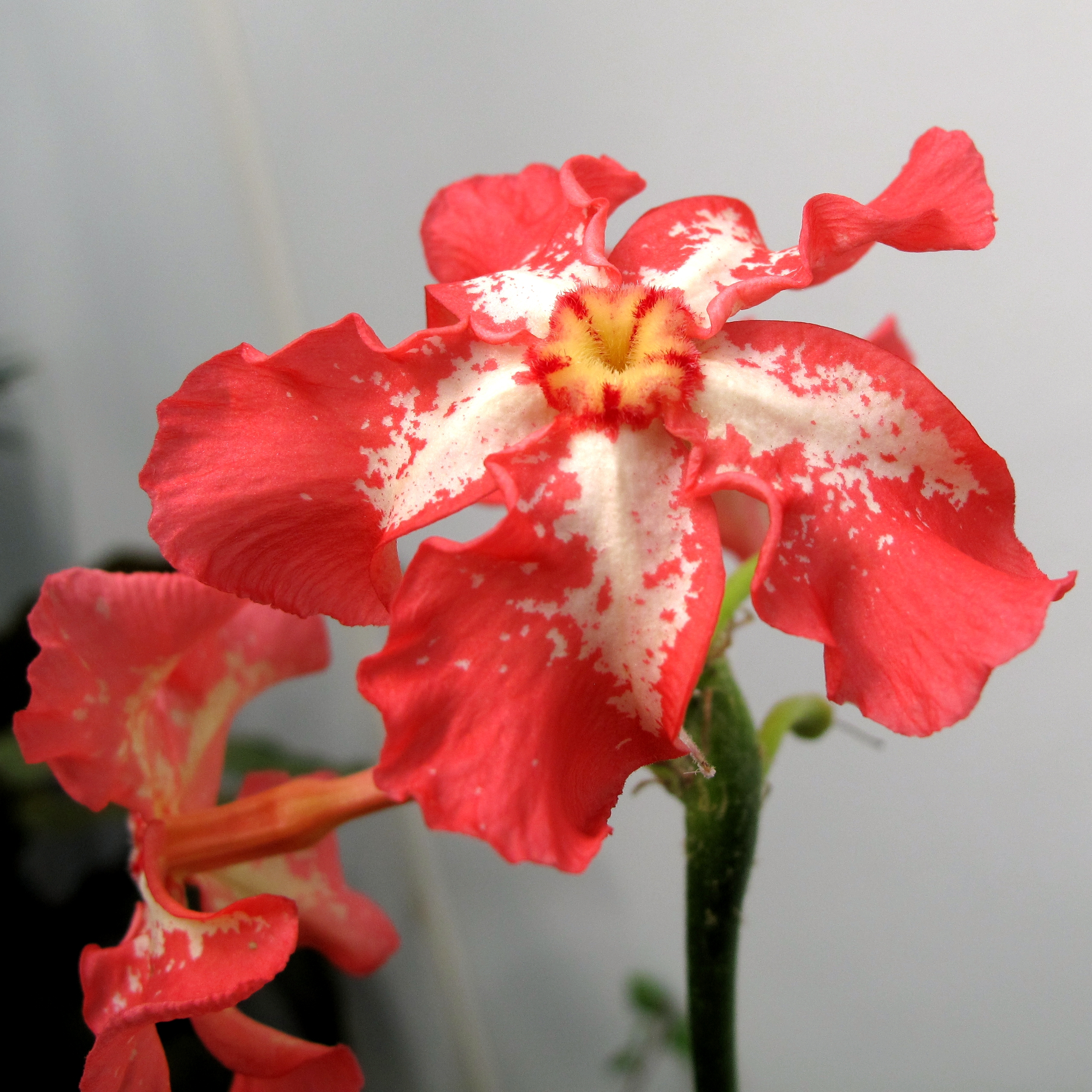
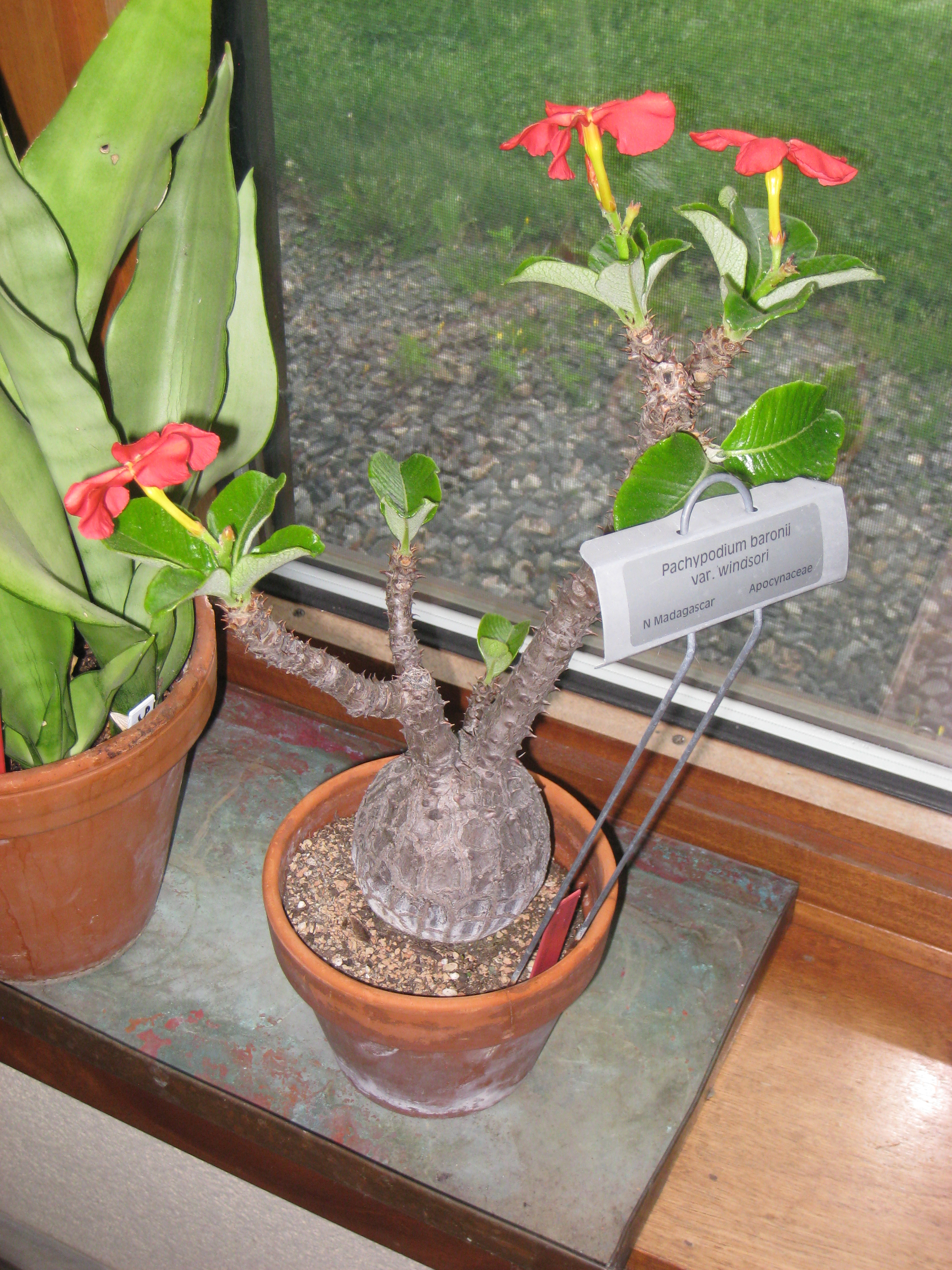
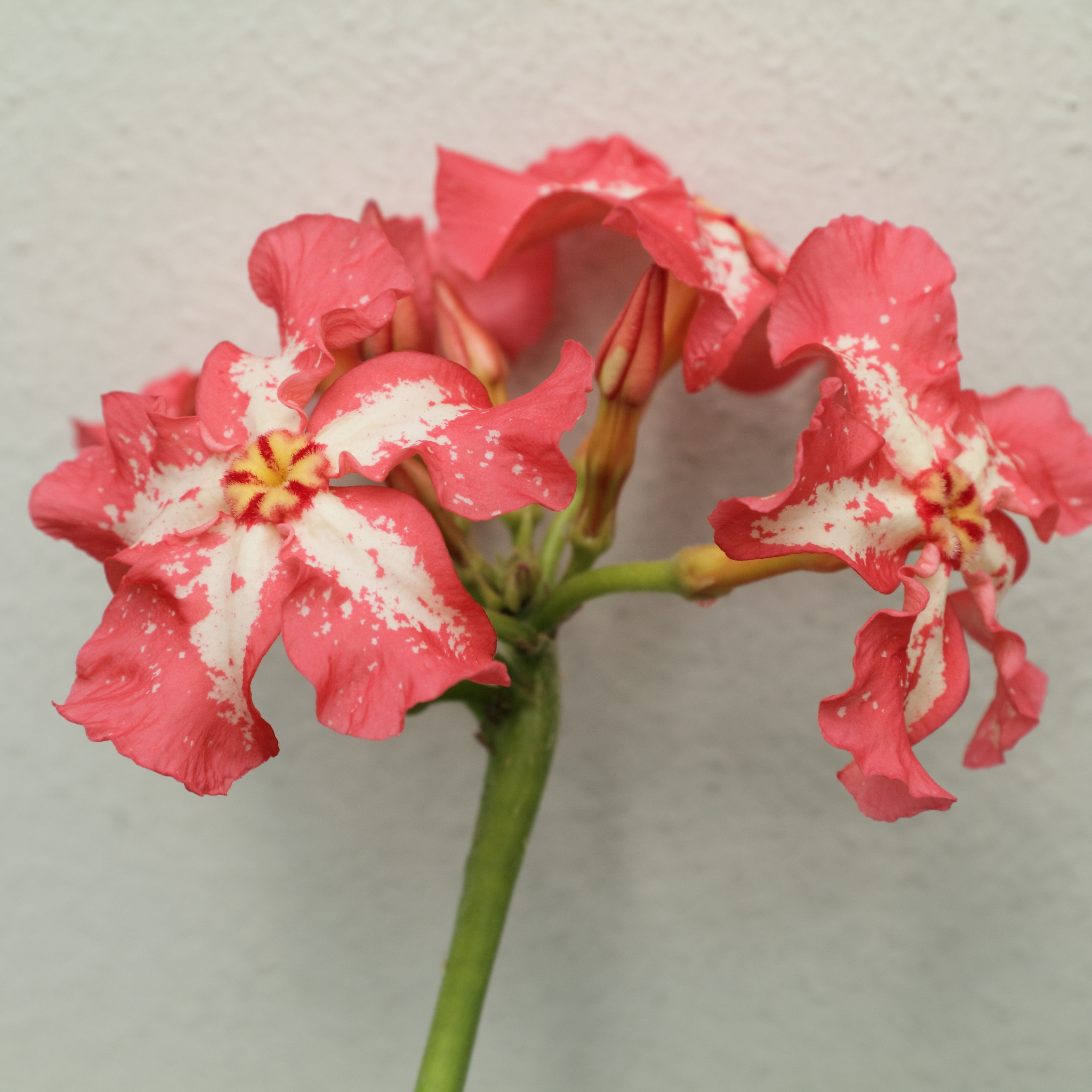